# Liguilla Pre-Libertadores 1996 (Chile)
La Liguilla Pre-Libertadores 1996 fue la 22.º edición de la Liguilla Pre-Libertadores, mini competición de fútbol profesional de Chile que sirve como clasificatoria para la Copa Libertadores de América.
Su organización estuvo a cargo de la ANFP y contó con la participación de cuatro equipos. La competición se disputó bajo el sistema de eliminación directa, en partidos de ida y vuelta. En caso de igualdad en el marcador global, para definir al ganador se establece la definición por tiros desde el punto penal.
El equipo que resultara campeón de este "mini torneo" clasificaría directamente a la Copa Libertadores 1997, donde acompañaría a Colo Colo, Campeón Torneo Primera División de Chile 1996, en la fase de grupos frente a los equipos venezolanos Minervén y Mineros de Guayana.
La competencia fue ganada por Universidad Católica, que derrotó a Cobreloa, por definición a penales y selló su cupo para la Copa Libertadores 1997.

## Equipos participantes
| Equipo               | Vía de clasificación                              |
| -------------------- | ------------------------------------------------- |
| Universidad Católica | Subcampeón de la Primera División de Chile 1996   |
| Cobreloa             | Tercer lugar de la Primera División de Chile 1996 |
| Audax Italiano       | Cuarto lugar de la Primera División de Chile 1996 |
| Universidad de Chile | Quinto lugar de la Primera División de Chile 1996 |

|  | Semifinal            | Semifinal            | Semifinal | Semifinal | Semifinal |      |                          | Final                    | Final | Final | Final | Final |
|  |                      |                      |           |           |           |      |                          |                          |       |       |       |       |
|  | Cobreloa (p)         | Cobreloa (p)         | 3         | 1         | 4(8)      |      |                          |                          |       |       |       |       |
|  | Audax Italiano       | Audax Italiano       | 1         | 3         | 4(7)      |      |                          |                          |       |       |       |       |
|  |                      |                      |           |           |           |      | Universidad Católica (p) | Universidad Católica (p) | 2     | 3     | 5(4)  |       |
|  |                      | Cobreloa             | Cobreloa  | 3         | 2         | 5(2) |                          |                          |       |       |       |       |
|  | Universidad Católica | Universidad Católica | 2         | 5         | 7         |      |                          |                          |       |       |       |       |
|  | Universidad de Chile | Universidad de Chile | 1         | 2         | 3         |      |                          |                          |       |       |       |       |

- Nota: En cada llave, el equipo ubicado en la primera línea es el que ejerce la localía en el partido de vuelta.

## Desarrollo
Semifinal partidos de ida
| 30 de noviembre de 1996 | Audax Italiano                          | 3:1 (1:1) | Cobreloa    | Estadio Municipal de La Florida, Santiago                |                                                          |
|                         | Brizuela 2' · Illesca 51' · Delgado 82' |           | 44' Cornejo | Asistencia: 2.853 espectadores Árbitro(s): Carlos Robles | Asistencia: 2.853 espectadores Árbitro(s): Carlos Robles |

| 1 de diciembre de 1996 | Universidad de Chile | 1:2 (0:0) | Universidad Católica        | Estadio Nacional, Santiago                             |                                                        |
|                        | C. Castañeda 57'     |           | 68' González · 74' Rozental | Asistencia: 24.765 espectadores Árbitro(s): Guido Aros | Asistencia: 24.765 espectadores Árbitro(s): Guido Aros |

Semifinal partidos de vuelta
| 4 de diciembre de 1996 | Cobreloa                                                                       | 3:1 (0:0) (8:7 p.)(Global 4:4) | Audax Italiano                                                                            | Estadio Municipal, Calama                                 |                                                           |
|                        | Tapia 56' · Silva 60' · Rojas 68'                                              |                                | 76' (pen.) Brizuela                                                                       | Asistencia: 2.178 espectadores Árbitro(s): Eduardo Gamboa | Asistencia: 2.178 espectadores Árbitro(s): Eduardo Gamboa |
|                        |                                                                                | Tiros desde el punto penal     |                                                                                           |                                                           |                                                           |
|                        | Riveros · Cornejo · Silva · Puente · Jaque · Muena · Miranda · Tapia · Lecaros |                                | Figueroa · Vargas · Danilo Machado · Brizuela · Delgado · Chacón · Soto · Peña · Carrasco |                                                           |                                                           |

| 5 de diciembre de 1996 | Universidad Católica                                     | 5:2 (3:1) (Global 7:3) | Universidad de Chile     | Estadio Nacional, Santiago                                |                                                           |
|                        | Rozental 20' (pen.) · González 33', 43', 61', 87' (pen.) |                        | 17', 53' V. H. Castañeda | Asistencia: 16.378 espectadores Árbitro(s): Mario Sánchez | Asistencia: 16.378 espectadores Árbitro(s): Mario Sánchez |

Final partido de ida
| 8 de diciembre de 1996 | Cobreloa                        | 3:2 (1:1) | Universidad Católica | Estadio Municipal, Calama                                 |                                                           |
|                        | Guerrero 29' · Riveros 57', 87' |           | 8', 73' Lunari       | Asistencia: 7.275 espectadores Árbitro(s): Eduardo Gamboa | Asistencia: 7.275 espectadores Árbitro(s): Eduardo Gamboa |

Final partido de vuelta
| 19 de diciembre de 1996 | Universidad Católica                    | 3:2 (4:2 p.)(Global 5:5)   | Cobreloa                             | Estadio San Carlos de Apoquindo, Santiago                 |                                                           |
|                         | Lunari 21' · Rozental 65', 74'          |                            | 80' González · 90+3' Cornejo         | Asistencia: 18.031 espectadores Árbitro(s): Enrique Marín | Asistencia: 18.031 espectadores Árbitro(s): Enrique Marín |
|                         |                                         | Tiros desde el punto penal |                                      |                                                           |                                                           |
|                         | Lepe · Rozental · Lunari · Catê · Gómez |                            | Riveros · Cornejo · Silva · González |                                                           |                                                           |

## Ganador
| Chile                                   |
| Ganador Universidad Católica            |
| Clasificado a la Copa Libertadores 1997 |